# Oday Dabbagh
Oday Ibrahim Dabbagh (arab. عدي دباغ; ur. 3 grudnia 1998) – palestyński piłkarz grający na pozycji lewego pomocnika w belgijskim klubie Charleroi SC. Jest wychowankiem klubu Hilal Al-Quds Club.

## Kariera piłkarska
Swoją karierę piłkarską Dabbagh rozpoczął w klubie Hilal Al-Quds Club, w którym w 2017 roku zadebiutował w West Bank Premier League. W sezonie 2017/2018 wywalczył mistrzostwo tej ligi.

## Kariera reprezentacyjna
W reprezentacji Palestyny Dabbagh zadebiutował 27 marca 2018 w przegranym 0:1 meczu eliminacji do Pucharu Azji 2019 z Omanem. W 2019 roku został powołany do kadry na Puchar Azji 2019.